# Концепція «виклик-відгук»
Конце́пція «ви́клик-і-ві́дгук» сформульована А. Дж. Тойнбі у праці з 12 томів «Дослідження історії» (1934–61 рр.). Сутність концепції полягає у тому, що виникнення цивілізацій пов'язане з появою певного виклику історичної ситуації й адекватним відгуком на нього. Такий виклик спонукає до росту цивілізацій. Відповіддю на виклик суспільство вирішує поставлену перед ним задачу і цим переводить себе у вищий, досконаліший стан. Неможливість адекватної реакції на виклик означає деградацію суспільства.

## Сутність понять «виклик» та «відгук»
Виклик — фундаментальна проблема, з якою стикається цивілізація впродовж свого життєвого процесу. А відгук показує як цивілізація справляється з цією проблемою, яке вирішення вона їй знаходить, як поводяться люди, коли історична ситуація ставить під загрозу саме їхнє існування. Найчастіше виклик — це зовнішній стимул розвитку цивілізації, а відгук — внутрішній. Виклики цивілізації кидає як природне, так і соціальне середовище.
Види стимулів:
- стимул природного середовища:
  - стимул безплідної землі;
  - стимул нової землі.
- стимул оточення:
  - стимул неочікуваних ударів (озброєних інтервенцій зі сторони інших держав, повстань і т. д.);
  - стимул тиску («форпостного» існування міст, країн чи народів в умовах постійної загрози ззовні, наприклад, зі сторони варварів);
  - стимул утиску (бідність, расова, класова чи релігійна дискримінація).

Занадто сприятливі природні та соціальні умови є ворожими для цивілізації. Відповідно традиційна думка про те, що сприятливі кліматичні та географічні умови сприяють суспільному розвитку, на думку А. Тойнбі, виявляється невірною. За його словами, «чим суворіший виклик, тим сильніший стимул».

## Механізм дії закону «виклик-і-відгук»
Закон «виклик-і-відгук» визначає адекватність «відповіді» на «виклик» певної історичної ситуації, отже, адекватність виявляється заслугою «творчої меншості», яка спочатку править силою свого авторитету, а потім перетворюється у «панівну меншість».

### Примітивні суспільства та цивілізації
Одиницею історії вважається суспільство. Суспільства поділяються на два види: примітивні (такі, що не розвиваються) та цивілізації. За Тойнбі, нараховується 21 цивілізація у 16 регіонах.
Примітивні суспільства характеризуються статичністю, в них соціальні зв'язки та стійкість відносин направлені на предків, на старше покоління. У таких суспільствах усталений звичай і відповідно інновації впроваджуються важко. При різкій зміні умов життя («виклик») таке суспільство не здатне дати адекватної відповіді. Продовжуючи жити так, ніби нічого не змінювалося, життя та культура суспільства гине. Проте окремі суспільства виділяють із свого середовища «творчу меншість» — невелику кількість людей (вчених, філософів, пророків, жерців, політиків), які усвідомлюють «виклик» і здатні дати на нього відповідний «відгук». Таким чином зароджується цивілізація. Згідно з Тойнбі, суспільства, які проживають в комфортних умовах та не відчувають «викликів» середовища, перебувають у стані стагнації. У той час, як там, де виникають труднощі і людський розум здатний їх подолати та шукати нових раціональних рішень, виникають нові цивілізації вищого рівня.
Згідно з законом «золотої середини» Тойнбі, виклик не повинен бути ні занадто слабким, ні занадто сильним. У першому випадку, суспільство не зможе повною мірою відчути виклик і дати активну відповідь, у другому — значні труднощі зможуть перешкоди зародженню цивілізації. Найяскравішими прикладами «викликів» в історії пов'язані із осушенням чи заболочуванням ґрунтів, набігами ворожих племен, змушеною зміною місця проживання. І найхарактернішими відгуками на них були перехід до нового типу господарювання, створення іригаційних систем, формування потужних владних структур, створення нової релігії, науки, техніки тощо.

### Мімезис
У реалізації механізму «виклик-і-відгук» свою роль відігріє не лише творча меншість, а й пасивна більшість («пролетаріат»), яке бере участь у цьому процесі через соціальне наслідування, або мімезис. Це явище стає можливим лише у тому випадку, якщо виклик є настільки сильним, що його відчуває усе суспільство. При входженні суспільства на шлях цивілізації мімезис направлений на творчу меншість як орієнтир і пов'язує відповідно активних і пасивних членів суспільства.

Для успішного відгуку на виклик необхідна наявність у суспільстві наступних факторів:

- у суспільстві повинні існувати люди, здатні зрозуміти виклик і дати на нього відповідь (творча меншість);
- більшість повинна бути готова до прийняття такої відповіді.

### Генезис цивілізацій
Тойнбі виділяє два шляхи виникнення цивілізацій: через трансформацію примітивного суспільства та через відчуження пролетаріату від панівної меншості цивілізацій, що раніше існували. У обох випадках стимулу для розвитку цивілізації надає виклик середовища та відповідь на нього. На генезис цивілізацій можуть впливати як природні (стимул безплідної чи нової землі), так і соціальні стимули (стимул удару, стимул натиску, стимул утиску).

У першому випадку поява стимулюючого впливу зі сторони природи чи оточуючих народів здатна вивести примітивне суспільство із стаціонарного стану та змусити його почати розвиватися.

Другий шлях виникнення цивілізацій пов'язаний із тим, що панівна меншість уже не є творчою меншістю, вона не здатна протистояти викликам, що стоять перед суспільством. Пролетаріат обирає зі свого складу нову творчу меншість і мімезис починає діяти у новому руслі, направлений на нову меншість. Це в подальшому призводить до зародження нової цивілізації. Таким чином, формування цивілізацій такого типу відбувається через неможливість старої меншості дати успішний відгук на новий виклик, що стоїть перед ними.

### Розпад цивілізацій
За Тойнбі, розпад цивілізації наступає тоді, коли відбувається серія неуспішних відповідей на один і той же виклик, що призвів до надлому цивілізації. У соціальному плані відбувається розподіл суспільства на три складові:
- панівна меншість, що більше не є творчою силою суспільства, проте щосили тримається за владу. З метою утримання влади вона створює універсальну державу;
- внутрішній пролетаріат, який більше не довіряє панівній меншості. Його відповідна реакція — створення всесвітньої церкви;
- зовнішній пролетаріат, який проявляє себе у варварських набігах на послаблену цивілізацію.